# Johannes Hartmann (rzeźbiarz)

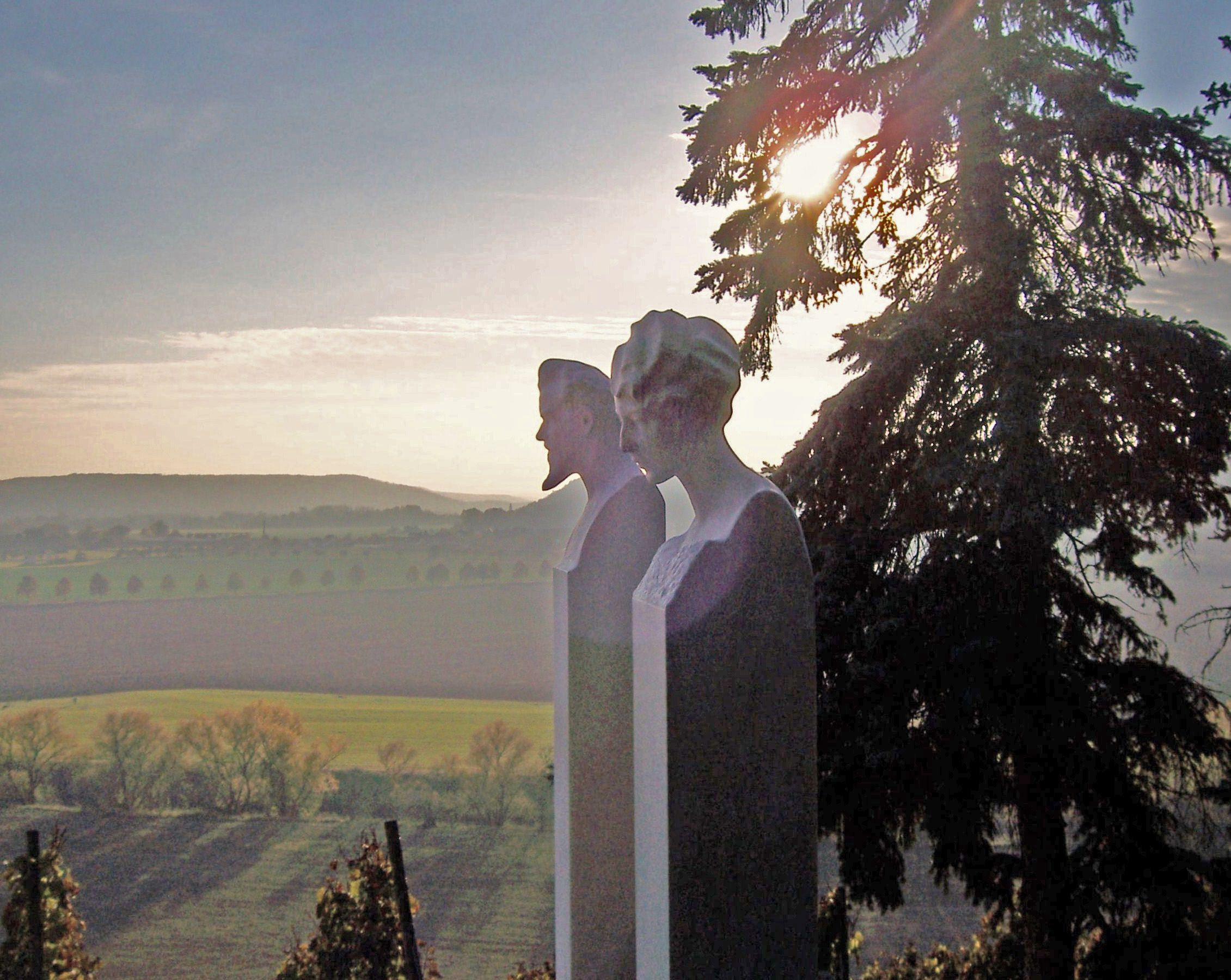
Popiersia Maxa i Gertrude Klinger w Großjena

Johannes Hartmann (ur. 6 grudnia 1869 w Lipsku, zm. 29 marca 1952 w Naumburgu) – niemiecki rzeźbiarz, działający głównie w Saksonii.

## Życiorys
Studiował w Akademii Sztuk Pięknych w Dreźnie pod kierunkiem Ernsta Juliusa Hähnela, który odegrał istotną rolę w rozwoju jego kariery artystycznej.
Jego głównymi obszarami działalności były Saksonia i Saksonia-Anhalt. Pracował przede wszystkim w Lipsku, gdzie w 1914 zaprojektował pomnik Friedricha Schillera. W Zwickau stworzył pomnik Roberta Schumanna (1901). Dalsze jego prace rzeźbiarskie powstały dla miast Döbeln, Geislingen, Taucha, Waldheim i Loschwitz (część Drezna).
Oprócz własnej działalności artystycznej zarządzał również majątkiem malarza i rzeźbiarza Maxa Klingera w Großjena (Klinger był jego przyjacielem).

## Dzieła
Stworzył m.in.:
- dwie secesyjne kariatydy na portalu uniwersyteckim, 1896, Lipsk[4],
- pomnik Roberta Schumanna, 1901, Zwickau,
- Mojżesz, Jan Chrzciciel i Paweł w Johanniskirche, 1902, Lipsk,
- popiersie Roberta Schumanna, 1903, Lipsk,
- figury „Tajemnica urzędowa” i „Sprawiedliwość”, 1903, ratusz, Lipsk;,
- pomnik Gröpplera-Döringa, 1909, Lipsk,
- secesyjny pomnik Schillera, 1914, Lipsk[4],
- pomnik Fedora Flinzera, 1916, Lipsk,
- pomnik prześladowanych przez reżim nazistowski, 1948, Naumburg[2].

## Rodzina
Po śmierci Maxa Klingera poślubił wdowę po nim.

## Galeria

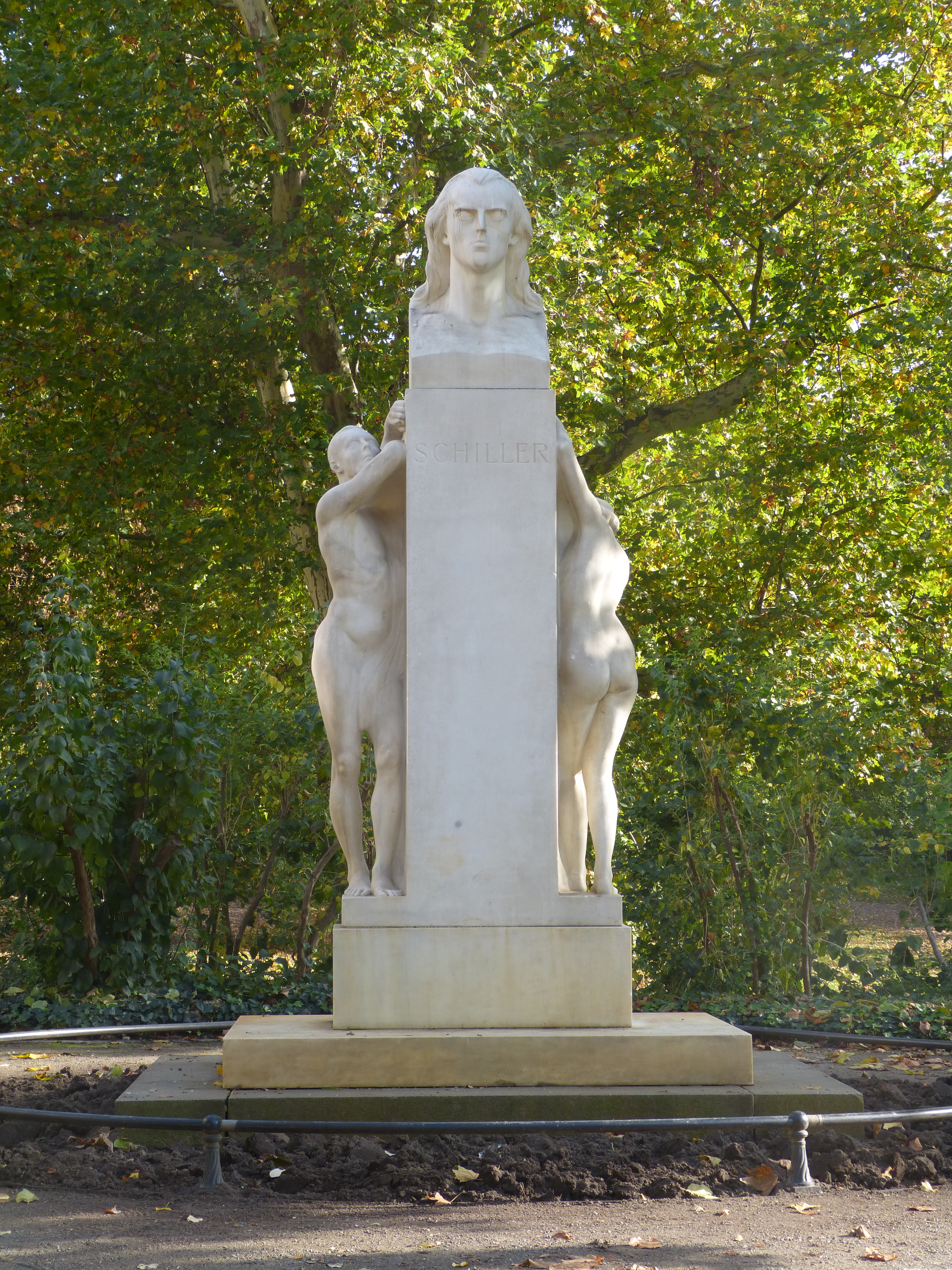
Pomnik Schillera w Lipsku
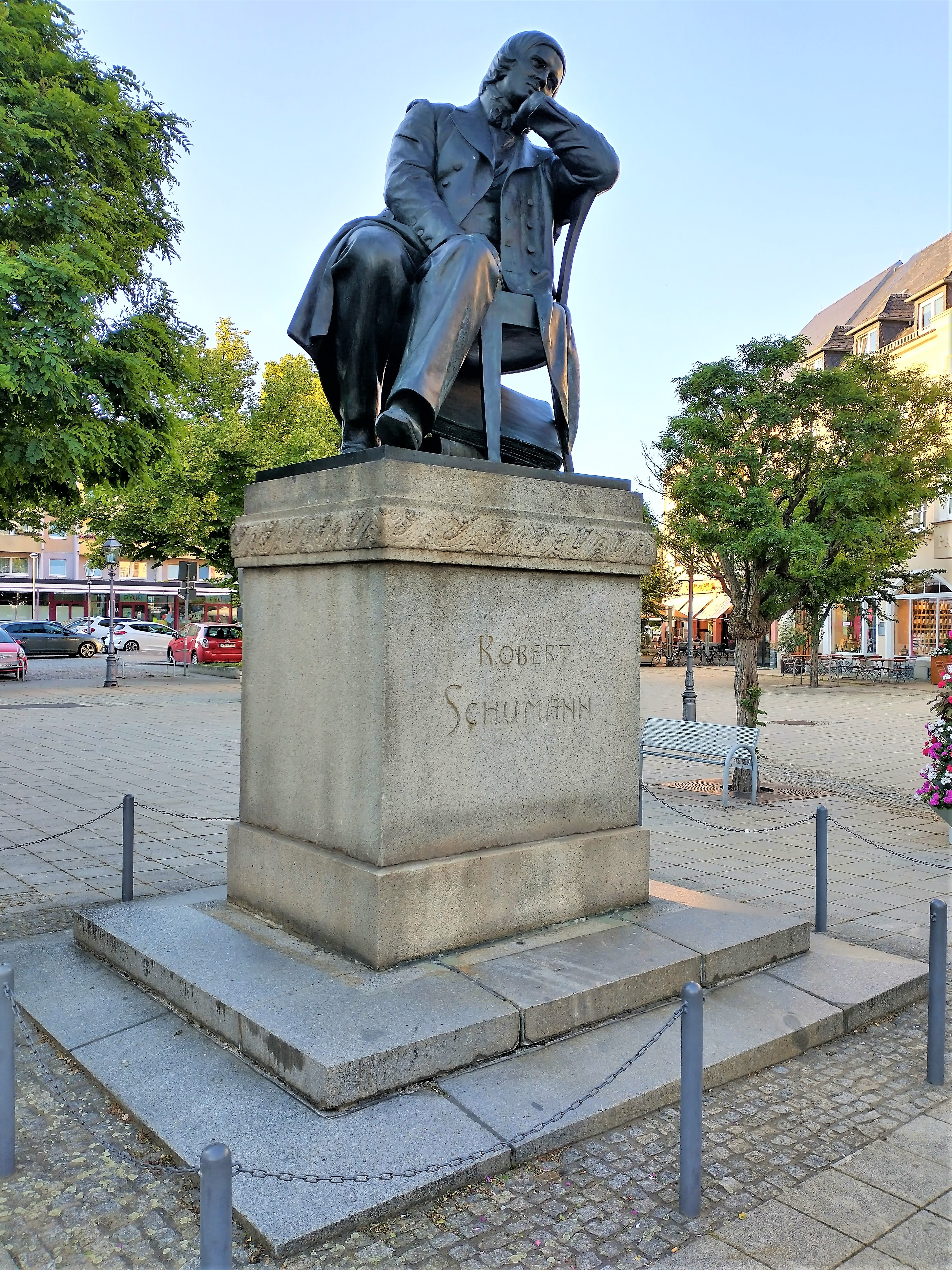
Pomnik Schumanna w Zwickau
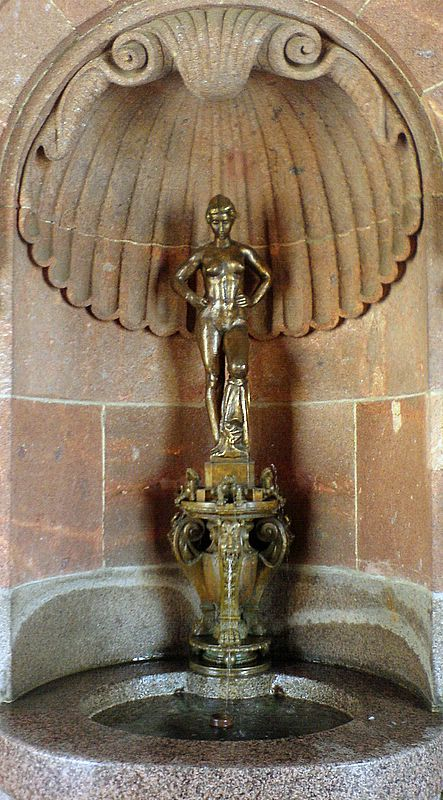
Źródło Badendes Mädchen w Lipsku
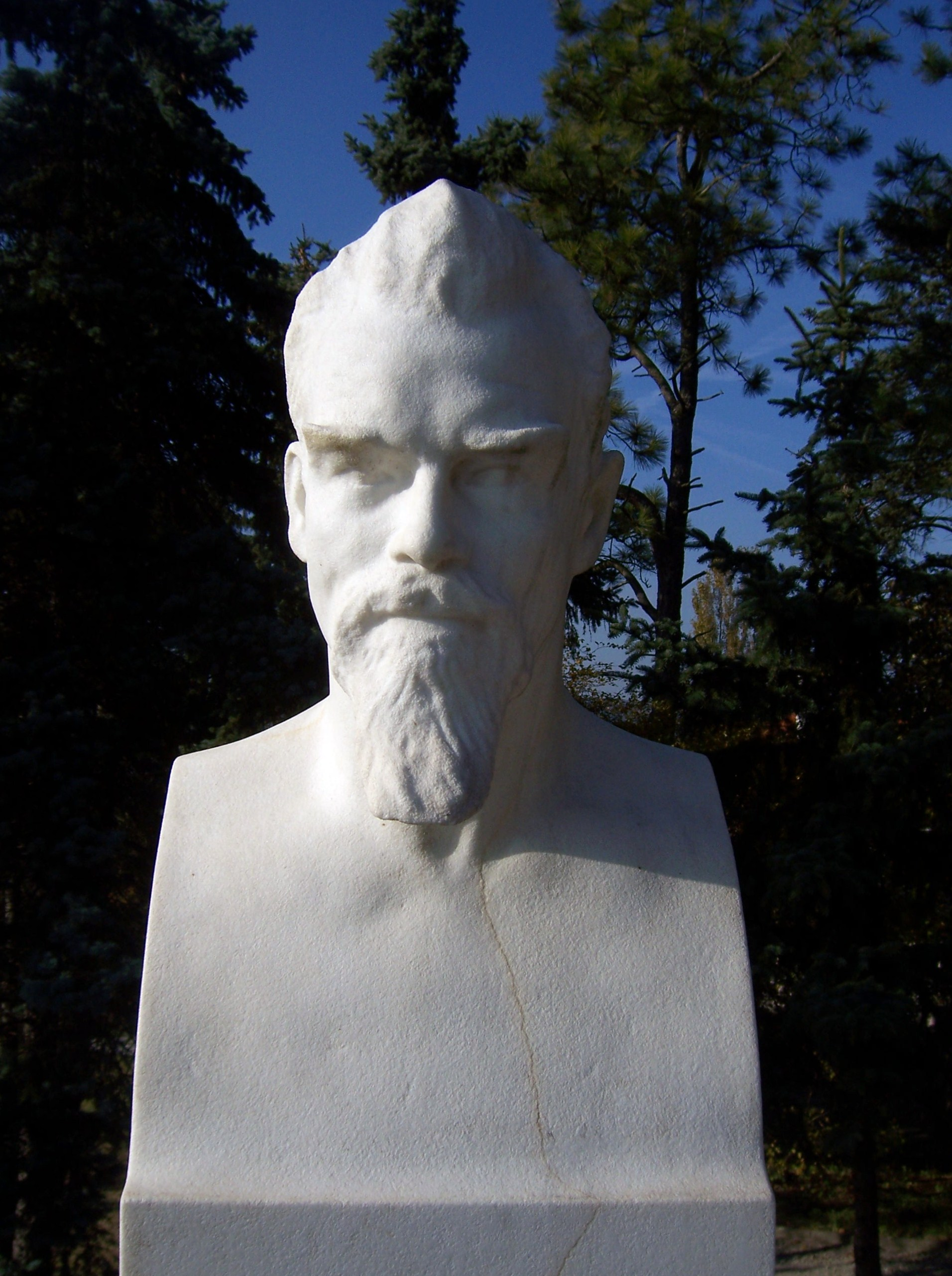
Pomnik Hartmanna w Naumburgu